# Copa del Mundo de Saltos de Esquí de 2012-13

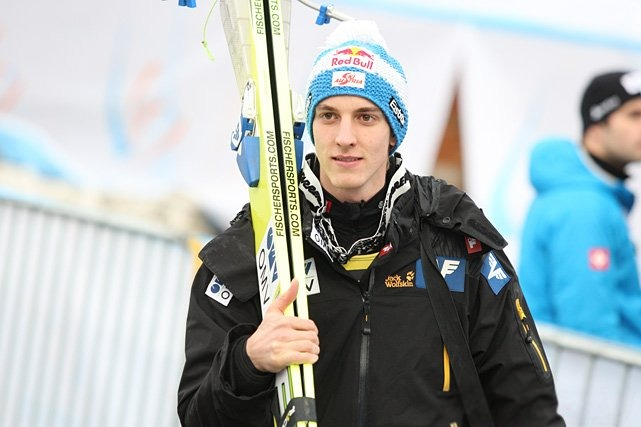
Gregor Schlierenzauer, referente del salto de esquí, durante la Copa del Mundo de 2012-2013.

La Copa del Mundo de Saltos de Esquí de 2012/2013, es la 34º temporada para hombres y la 2ª temporada para mujeres. Comenzó el 23 de noviembre de 2012 en Lillehammer, Noruega, y finalizó el 24 de marzo de 2013 en Planica, Eslovenia, bajo la organización de la Federación Internacional de Esquí (FIS).

## Tabla de Honor
| Posición | Nombre                | Puntos |
| -------- | --------------------- | ------ |
| 1.       | Gregor Schlierenzauer | 1620   |
| 2.       | Anders Bardal         | 999    |
| 3.       | Kamil Stoch           | 953    |
| 4.       | Severin Freund        | 923    |
| 5.       | Anders Jacobsen       | 878    |
| 6.       | Robert Kranjec        | 802    |
| 7.       | Peter Prevc           | 744    |
| 8.       | Richard Freitag       | 736    |
| 9.       | Michael Neumayer      | 678    |
| 10.      | Jan Matura            | 631    |

| Posición | Nombre                | Puntos |
| -------- | --------------------- | ------ |
| 1.       | Gregor Schlierenzauer | 544    |
| 2.       | Robert Kranjec        | 407    |
| 3.       | Andreas Stjernen      | 313    |
| 4.       | Jurij Tepeš           | 303    |
| 5.       | Peter Prevc           | 296    |
| 6.       | Jan Matura            | 236    |
| 7.       | Michael Neumayer      | 218    |
| 8.       | Piotr Żyła            | 200    |
| 9.       | Kamil Stoch           | 198    |
| 10.      | Simon Ammann          | 194    |

| Posición | Nación          | Puntos |
| -------- | --------------- | ------ |
| 1.       | Noruega         | 5605   |
| 2.       | Austria         | 5599   |
| 3.       | Alemania        | 5199   |
| 4.       | Eslovenia       | 4664   |
| 5.       | Polonia         | 3447   |
| 6.       | Japón           | 2183   |
| 7.       | República Checa | 1770   |
| 8.       | Rusia           | 959    |
| 9.       | Suiza           | 636    |
| 10.      | Italia          | 378    |

| Posición | Nombre                     | Puntos |
| -------- | -------------------------- | ------ |
| 1.       | Sara Takanashi             | 1297   |
| 2.       | Sarah Hendrickson          | 1047   |
| 3.       | Coline Mattel              | 823    |
| 4.       | Jacqueline Seifriedsberger | 817    |
| 5.       | Anette Sagen               | 612    |
| 6.       | Katja Požun                | 499    |
| 7.       | Carina Vogt                | 481    |
| 8.       | Lindsey Van                | 432    |
| 9.       | Jessica Jerome             | 422    |
| 10.      | Daniela Iraschko           | 390    |

| Posición | Nación          | Puntos |
| -------- | --------------- | ------ |
| 1.       | Estados Unidos  | 2260   |
| 2.       | Eslovenia       | 2041   |
| 3.       | Japón           | 1930   |
| 4.       | Noruega         | 1303   |
| 5.       | Austria         | 1219   |
| 6.       | Alemania        | 1077   |
| 7.       | Francia         | 1033   |
| 8.       | Italia          | 757    |
| 9.       | Canadá          | 374    |
| 10.      | República Checa | 112    |

## Calendario

### Masculino[2]
| Día                     | Lugar                           | Prueba             | Ganador                                            | Referencia |
| 24 de noviembre de 2012 | Lillehammer Noruega             | Trampolín Normal   | Severin Freund Alemania                            | [ 3 ]      |
| 25 de noviembre de 2012 | Lillehammer Noruega             | Trampolín Grande   | Gregor Schlierenzauer Austria                      | [ 4 ]      |
| 1 de diciembre de 2012  | Kuusamo Finlandia               | Trampolín Grande   | Severin Freund Alemania                            | [ 5 ]      |
| 8 de diciembre de 2012  | Sochi Rusia                     | Trampolín Normal   | Gregor Schlierenzauer Noruega                      | [ 6 ]      |
| 9 de diciembre de 2012  | Sochi Rusia                     | Trampolín Normal   | Andreas Kofler Austria                             | [ 7 ]      |
| 15 de diciembre de 2012 | Engelberg Suiza                 | Trampolín Grande   | Andreas Kofler Austria                             | [ 8 ]      |
| 16 de diciembre de 2012 | Engelberg Suiza                 | Trampolín Grande   | Gregor Schlierenzauer Austria                      | [ 9 ]      |
| 30 de diciembre de 2012 | Oberstdorf Alemania             | Trampolín Grande   | Anders Jacobsen Noruega                            | [ 10 ]     |
| 1 de enero de 2013      | Garmisch-Partenkirchen Alemania | Trampolín Grande   | Anders Jacobsen Noruega                            | [ 11 ]     |
| 4 de enero de 2013      | Innsbruck Austria               | Trampolín Grande   | Gregor Schlierenzauer Austria                      | [ 12 ]     |
| 6 de enero de 2013      | Bischofshofen Austria           | Trampolín Grande   | Gregor Schlierenzauer Austria                      | [ 13 ]     |
| 9 de enero de 2013      | Wisła Polonia                   | Trampolín Grande   | Anders Bardal Noruega                              | [ 14 ]     |
| 12 de enero de 2013     | Zakopane Polonia                | Trampolín Grande   | Anders Jacobsen Noruega                            | [ 15 ]     |
| 19 de enero de 2013     | Sapporo Japón                   | Trampolín Grande   | Jan Matura República Checa                         | [ 16 ]     |
| 20 de enero de 2013     | Sapporo Japón                   | Trampolín Grande   | Jan Matura República Checa                         | [ 17 ]     |
| 26 de enero de 2013     | Vikersund Noruega               | Trampolín de Vuelo | Gregor Schlierenzauer Austria                      | [ 18 ]     |
| 27 de enero de 2013     | Vikersund Noruega               | Trampolín de Vuelo | Robert Kranjec Eslovenia                           | [ 19 ]     |
| 3 de febrero de 2013    | Harrachov República Checa       | Trampolín de Vuelo | Gregor Schlierenzauer Austria                      | [ 20 ]     |
| 3 de febrero de 2013    | Harrachov República Checa       | Trampolín de Vuelo | Gregor Schlierenzauer Austria                      | [ 21 ]     |
| 13 de febrero de 2013   | Klingenthal Alemania            | Trampolín Grande   | Jaka Hvala Eslovenia                               | [ 22 ]     |
| 16 de febrero de 2013   | Oberstdorf Alemania             | Trampolín de Vuelo | Richard Freitag Alemania                           | [ 23 ]     |
| 10 de marzo de 2013     | Lahti Finlandia                 | Trampolín Grande   | Richard Freitag Alemania                           | [ 24 ]     |
| 12 de marzo de 2013     | Kuopio Finlandia                | Trampolín Grande   | Kamil Stoch Polonia                                | [ 25 ]     |
| 15 de marzo de 2013     | Trondheim Noruega               | Trampolín Grande   | Kamil Stoch Polonia                                | [ 26 ]     |
| 17 de marzo de 2013     | Oslo Noruega                    | Trampolín Grande   | Gregor Schlierenzauer Austria · Piotr Żyła Polonia | [ 27 ]     |
| 22 de marzo de 2013     | Planica Eslovenia               | Trampolín de Vuelo | Gregor Schlierenzauer Austria                      | [ 28 ]     |
| 24 de marzo de 2013     | Planica Eslovenia               | Trampolín de Vuelo | Jurij Tepeš Eslovenia                              | [ 29 ]     |

### Femenino
| Día                     | Lugar                 | Ganadora                                         | Referencia |
| 24 de noviembre de 2012 | Lillehammer Noruega   | Sara Takanashi Japón                             | [ 30 ]     |
| 8 de diciembre de 2012  | Sochi Rusia           | Sarah Hendrickson Estados Unidos                 | [ 31 ]     |
| 9 de diciembre de 2012  | Sochi Rusia           | Daniela Iraschko Austria · Coline Mattel Francia | [ 32 ]     |
| 14 de diciembre de 2012 | Ramsau Austria        | Sara Takanashi Japón                             | [ 33 ]     |
| 4 de enero de 2013      | Schonach Alemania     | Sara Takanashi Japón                             | [ 34 ]     |
| 6 de enero de 2013      | Schonach Alemania     | Anette Sagen Noruega                             | [ 35 ]     |
| 12 de enero de 2013     | Hinterzarten Alemania | Sarah Hendrickson Estados Unidos                 | [ 36 ]     |
| 13 de enero de 2013     | Hinterzarten Alemania | Sara Takanashi Japón                             | [ 37 ]     |
| 2 de febrero de 2013    | Sapporo Japón         | Coline Mattel Francia                            | [ 38 ]     |
| 3 de febrero de 2013    | Sapporo Japón         | Jacqueline Seifriedsberger Austria               | [ 39 ]     |
| 10 de febrero de 2013   | Zaō Japón             | Sara Takanashi Japón                             | [ 40 ]     |
| 10 de febrero de 2013   | Zaō Japón             | Sara Takanashi Japón                             | [ 41 ]     |
| 16 de febrero de 2013   | Ljubno Eslovenia      | Sara Takanashi Japón                             | [ 42 ]     |
| 17 de febrero de 2013   | Ljubno Eslovenia      | Sara Takanashi Japón                             | [ 43 ]     |
| 14 de marzo de 2013     | Trondheim Noruega     | Sarah Hendrickson Estados Unidos                 | [ 44 ]     |
| 16 de marzo de 2013     | Oslo Noruega          | Sarah Hendrickson Estados Unidos                 | [ 45 ]     |